# Monique Melsen
Monique Melsen (Ettelbruck, 24 de febrer de 1951) és una cantant i actriu luxemburguesa.
Nascuda a Ettelbruck, el 24 de febrer de 1951. Va començar a cantar des de molt jove, quan va ser descoberta per Dan Vinkowski. El 1971 va representar Luxemburg al Festival de la Cançó d'Eurovisió. Va ser la primera luxemburguesa en representar el seu país, ho va fer amb la cançó Pomme, Pomme, Pomme, en llengua francesa, i va quedar en tretzena posició. Posteriorment ha actuat en obres de teatre i cabaret, en les quals destaca per les seves imitacions. Entre altres, ha participat a les obres E Wäibierg an Alaska (2004), Kuck Show (2009), Endlech Alaska! (2017), i, des del 2000, també presenta el programa de cabaret Cabarenert.

## Discografia
| Nom                             | Any  | Segell           | Ref.         |
| ------------------------------- | ---- | ---------------- | ------------ |
| Spieglein Spieglein an der Wand | 1969 | Luxembourg Sound | [ 9 ] [ 10 ] |
| Wie ein bunter Kinderball       | 1970 | EMI Columbia     | [ 9 ] [ 10 ] |
| En frappant dans tes mains      | 1970 | TST              | [ 9 ] [ 10 ] |
| Komm, Komm, Komm                | 1971 | Columbia         | [ 9 ] [ 10 ] |
| Pomme, Pomme, Pomme             | 1971 | Columbia         | [ 9 ] [ 10 ] |
| Hand in Hand                    | 1971 | Luxembourg Sound | [ 9 ] [ 10 ] |
| Bei dir fand ich mein Glück     | 1972 | Finger           | [ 9 ] [ 10 ] |
| Ich sing ein Lied für dich      | 1973 | Finger           | [ 9 ] [ 10 ] |